# Nieuwe Bildtdijk

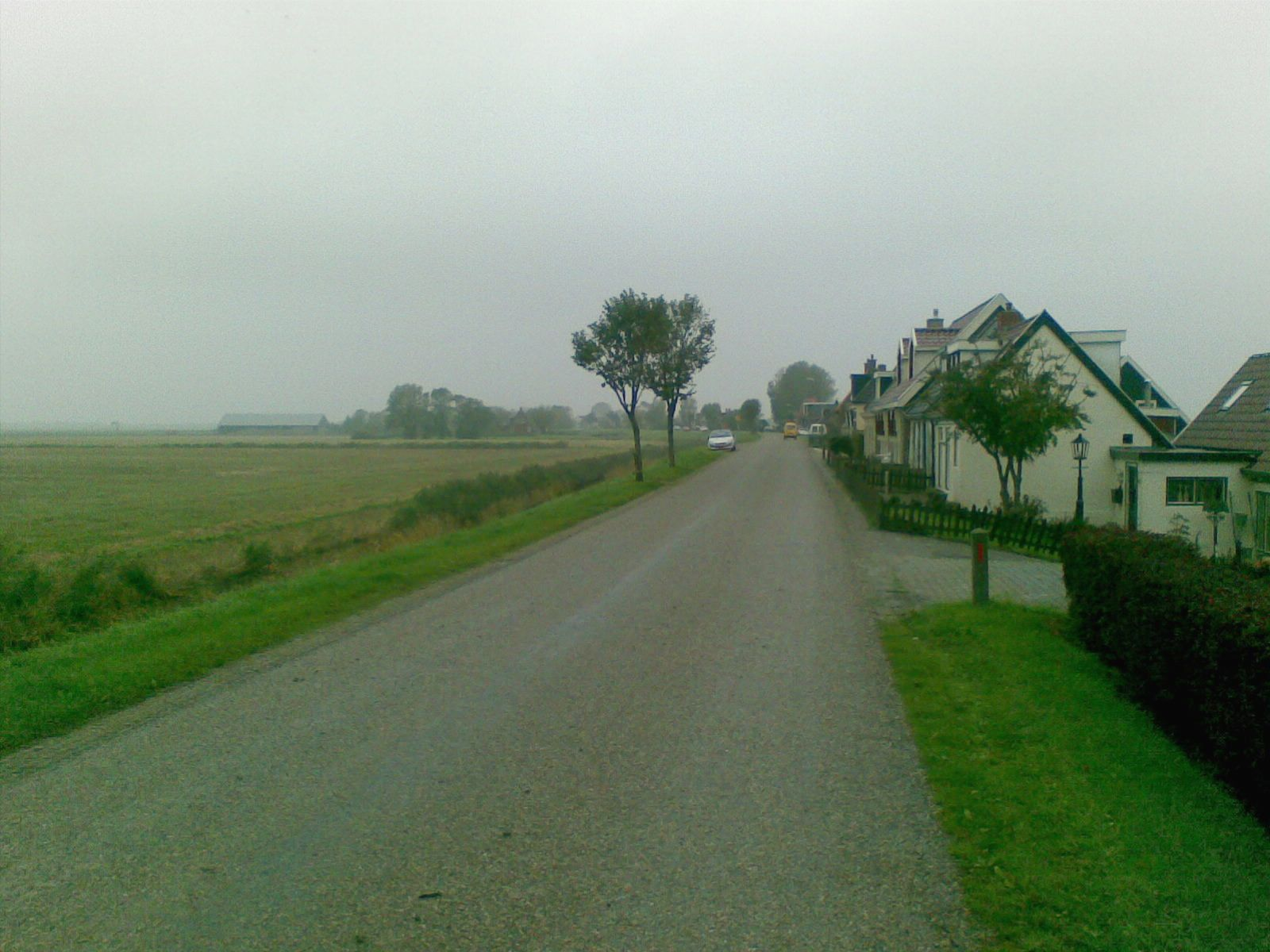
De Bildtdijk

De Nieuwe Bildtdijk (Bildts: Nije dyk), is een dijk in de gemeente Waadhoeke van de Nederlandse provincie Friesland.
De Nieuwe Bildtdijk is aangelegd rond 1600 ten behoeve van de nieuwe polderland Het Nieuw Bildt. De aanleg van de nieuwe dijk moest voorkomen dat deze polders overstroomden door de getijden in de Waddenzee. De nieuwe dijk maakte de beschermende functie van de Oudebildtdijk overbodig. In 1754 werd een nieuwe dijk aangelegd na de Nieuwe Bildtdijk, waardoor de Nieuwe Bildtdijk de functie van slaperdijk kreeg. Het nieuwe tussenliggende gebied kreeg de namen Wester Bildtpollen en Ooster Bildtpollen. Over de top van de Nieuwe Bildtdijk werd hierop een smalle weg aangelegd en werden met name aan noordzijde een aantal huizen en boerderijen gebouwd op de Nieuwe Bildtdijk. Aan de uiterste westzijde ligt de buurtschap Zwarte Haan vanwaar tot 1948 ook een verbinding werd onderhouden met Ameland en aan de uiterste oostzijde van de dijk ligt de buurtschap Nieuwebildtzijl (Nije-Syl).

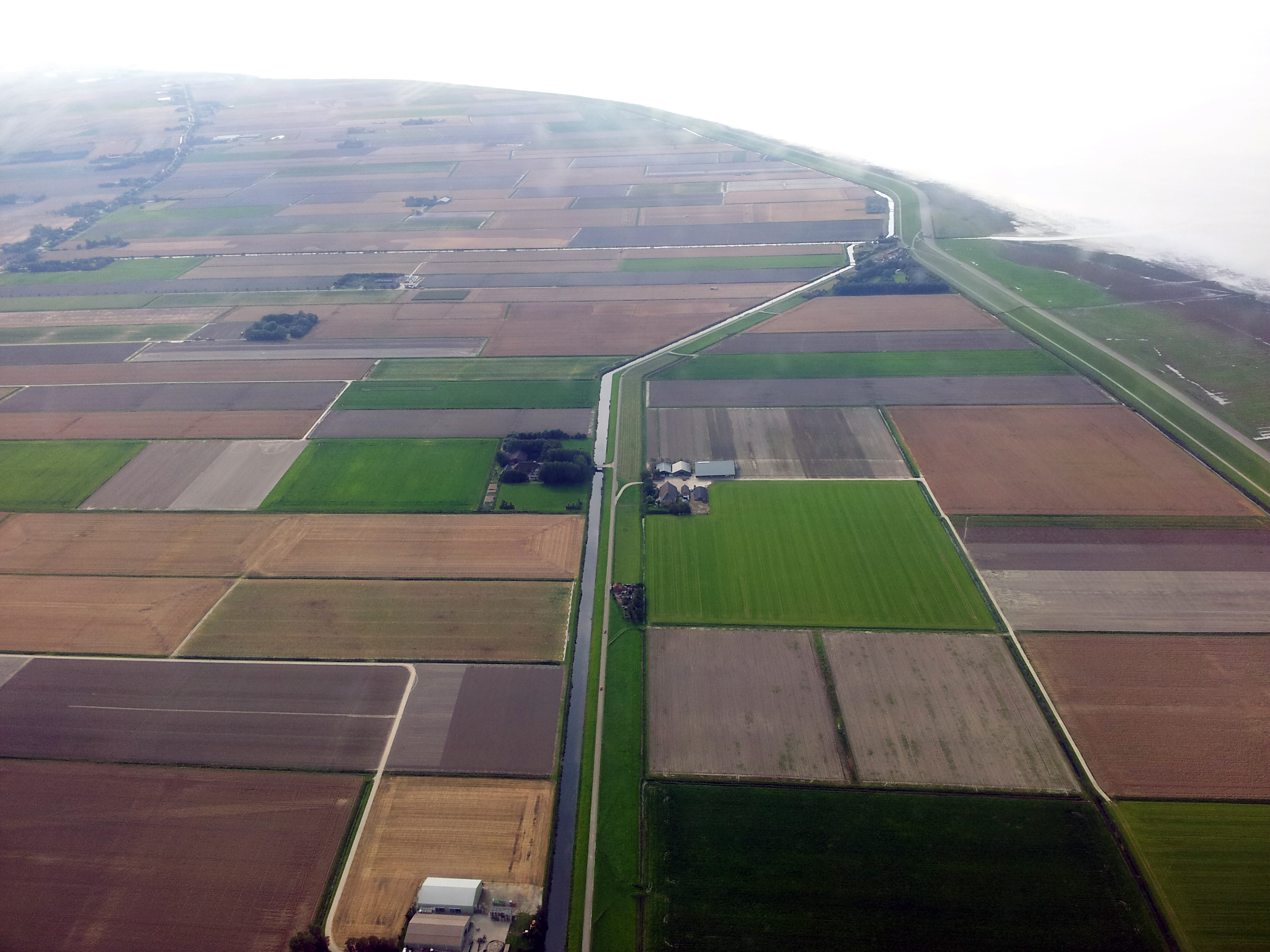
Nieuwe Bildtdijk richting het westen langs de Nieuwe Bildtdijkstervaart, aan het einde Zwarte Haan en rechts de Waddenzee
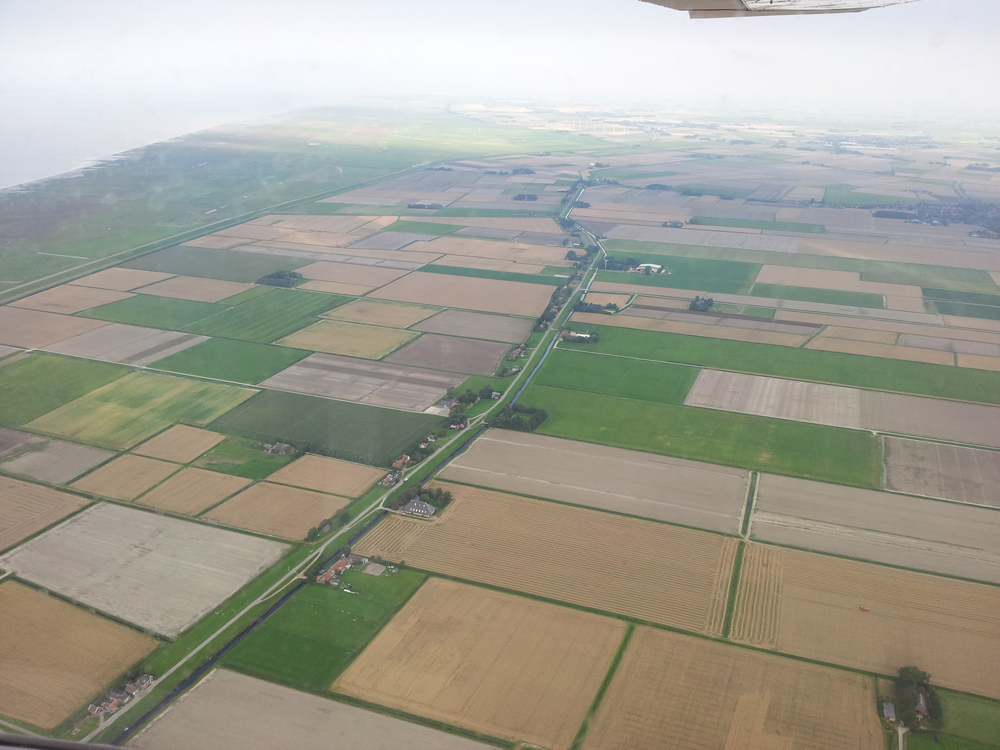
Nieuwe Bildtdijk richting het oosten, aan het einde Nieuwebildtzijl en rechts Oudebildtzijl